# Anapistula seychellensis
Anapistula seychellensis е вид паякообразно от семейство Symphytognathidae. Видът е застрашен от изчезване.

## Разпространение
Разпространен е в Сейшели.